# رفع الأثقال في الألعاب الأولمبية الصيفية 2024
تقام منافسات رفع الأثقال في دورة الألعاب الأولمبية الصيفية 2024 في باريس في الفترة من 7 إلى 11 أغسطس في معرض باريس إكسبو بورت دو فرساي.  تم إجراء العديد من التغييرات في برنامج رفع الأثقال في دورة باريس 2024، حيث تم تقليص عدد الاحداث من أربعة عشر كما في طوكيو 2020 إلى عشرة احداث مع تقسيم متساو بين الرجال والسيدات بواقع خمس احداث لكلاهما . علاوة على ذلك، سيتنافس إجمالي 120 رباع، وهو انخفاض كبير عن حجم القائمة الكاملة البالغ 196 في الألعاب السابقة. 